# Eleição para o Senado federal por Connecticut em 2010
A eleição para governador do estado americano do Connecticut em 2010 aconteceu em 2 de novembro de 2010.

## Primária Democrata

### Pesquisas
| Fonte      | Data               | Richard Blumenthal | Merrick Alpert | Lee Whitnum | Não sabe/Não respondeu |
| ---------- | ------------------ | ------------------ | -------------- | ----------- | ---------------------- |
| Quinnipiac | March 9–15, 2010   | 81%                | 6%             | ––          | 13%                    |
| Quinnipiac | January 8–12, 2010 | 84%                | 4%             | ––          | 12%                    |

### Resultados
| Primária Republicana | Primária Republicana | Primária Republicana | Primária Republicana | Primária Republicana | Primária Republicana |
| Partido              | Candidato            | Votos                | %                    |                      |                      |
| Democrata            | Richard Blumenthal   | 0                    | 100%                 |                      |                      |
| Total                | Total                | 0                    | 100%                 |                      |                      |
| -------------------- | -------------------- | -------------------- | -------------------- | -------------------- | -------------------- |

## Primária Republicana

### Pesquisas
| Fonte             | Data                   | Rob Simmons | Linda McMahon | Peter Schiff |
| ----------------- | ---------------------- | ----------- | ------------- | ------------ |
| Research 2000     | September 8–10, 2009   | 38%         | ––            | 1%           |
| Quinnipiac        | September 10–14, 2009  | 43%         | ––            | 2%           |
| Quinnipiac        | November 3–8, 2009     | 28%         | 17%           | 5%           |
| Moore Information | December 15–16, 2009   | 35%         | 37%           | 4%           |
| Quinnipiac        | January 8–12, 2010     | 37%         | 27%           | 4%           |
| Quinnipiac        | March 9–15, 2010       | 34%         | 44%           | 9%           |
| Research 2000     | May 24–26, 2010        | 44%         | 48%           | ––           |
| Quinnipiac        | May 24–25, 2010        | 23%         | 49%           | 11%          |
| Quinnipiac        | June 2–8, 2010         | 29%         | 45%           | 13%          |
| Quinnipiac        | July 7–13, 2010        | 25%         | 52%           | 13%          |
| Quinnipiac        | July 28-August 2, 2010 | 30%         | 47%           | 14%          |
| Quinnipiac        | August 3-8, 2010       | 28%         | 50%           | 15%          |

### Resultados
| Primária Democrata | Primária Democrata | Primária Democrata | Primária Democrata | Primária Democrata | Primária Democrata |
| Partido            | Candidato          | Votos              | %                  |                    |                    |
| Republicano        | Linda McMahon      | 60.479             | 49,44%             |                    |                    |
| Republicano        | Rob Simmons        | 34.011             | 27,80%             |                    |                    |
| Republicano        | Peter Schiff       | 27.831             | 22,75%             |                    |                    |
| Total              | Total              | 122.321            | 99,99%             |                    |                    |
| ------------------ | ------------------ | ------------------ | ------------------ | ------------------ | ------------------ |

## Eleição Geral-Resultados
| Eleição para o senado de Connecticut em 2010 | Eleição para o senado de Connecticut em 2010 | Eleição para o senado de Connecticut em 2010 | Eleição para o senado de Connecticut em 2010 | Eleição para o senado de Connecticut em 2010 | Eleição para o senado de Connecticut em 2010 |
| Partido                                      | Candidato                                    | Votos                                        | %                                            |                                              |                                              |
| Democrata                                    | Richard Blumenthal                           | 557.388                                      | 54,3%                                        |                                              |                                              |
| Republicano                                  | Linda E. McMahon                             | 453.104                                      | 44,1%                                        |                                              |                                              |
| -------------------------------------------- | -------------------------------------------- | -------------------------------------------- | -------------------------------------------- | -------------------------------------------- | -------------------------------------------- |